# قادح

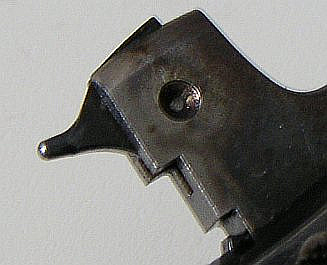
المطرقة والقادح الثابت لمسدس سمث وويسون طراز ١٣

القادح هو جزء من آلية إطلاق السلاح الناري الذي يصدم التمهيدي في قاعدة الخرطوشة ويتسبب في انطلاقها.